# Tomahawk (ракета)
Tomahawk (тр. «То́магок», переклад з англ. «томагавк») — родина американських дозвукових крилатих ракет виробництва компанії Raytheon. Tomahawk є стратегічною і тактичною ракетою великої дальності, що долає шлях на гранично малих висотах з оминанням рельєфу місцевості. Ракета випускається у багатьох модифікаціях, що включають різні боєголовки (в тому числі ядерні) та можливість запуску із різних платформ.
Після підписання угоди 1987 поміж США і СРСР про ліквідацію ракет середньої та малої дальності були зняті з озброєння наземні пускові установки і ракети наземного базування, що були знищені 1991 року згідно з розпорядженням Президента Джорджа Буша про зняття з озброєння значної частини тактичної зброї.
Після того, як США і РФ офіційно вийшли з ДРСМД був розроблений і прийнятий на озброєння (з 2023 року) наземний мобільний ракетний комплекс Typhon для запуску крилатих ракет Tomahawk та багатоцільових ракет Standard SM-6. 

## Історія

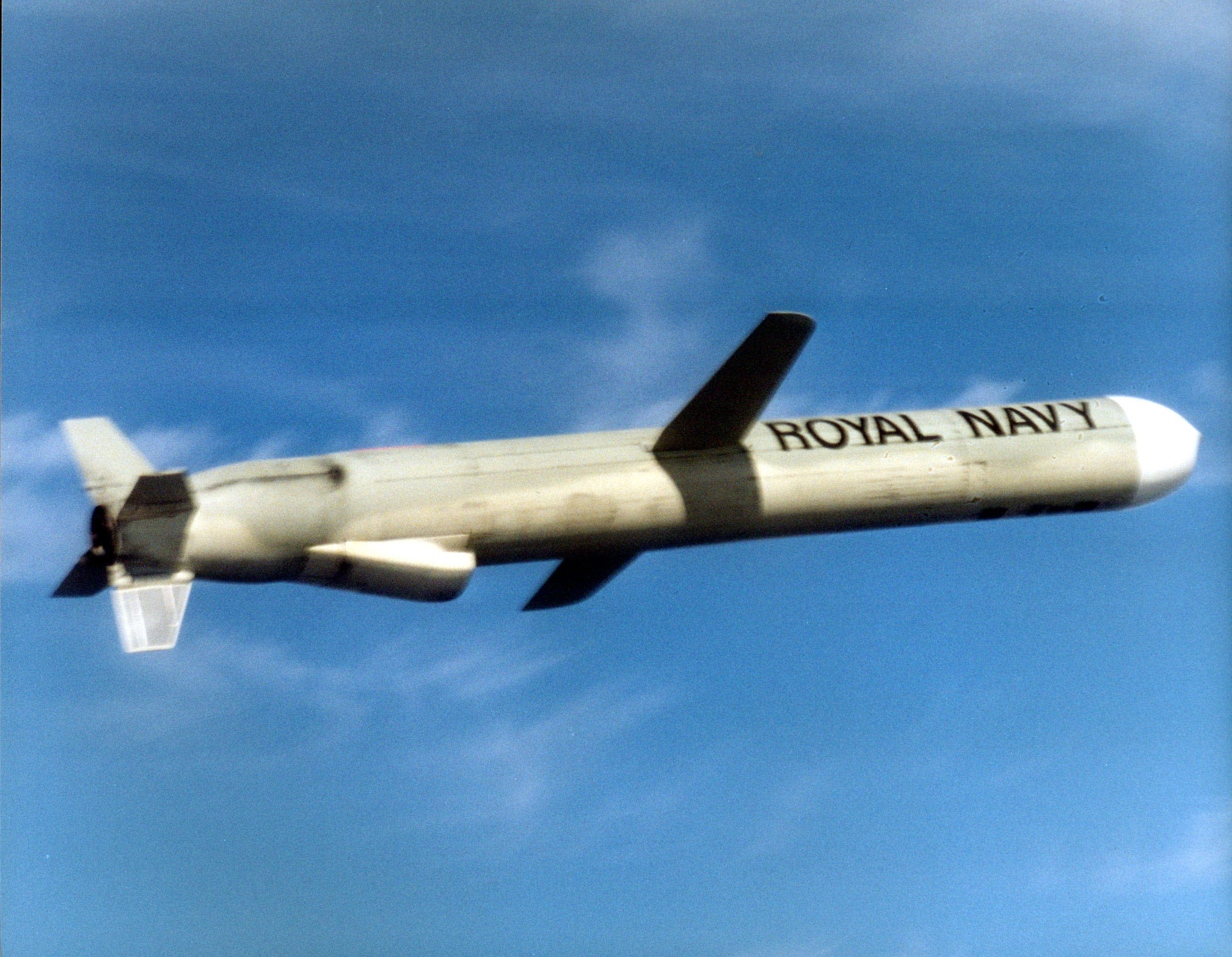
BGM-109 Tomahawk у польоті

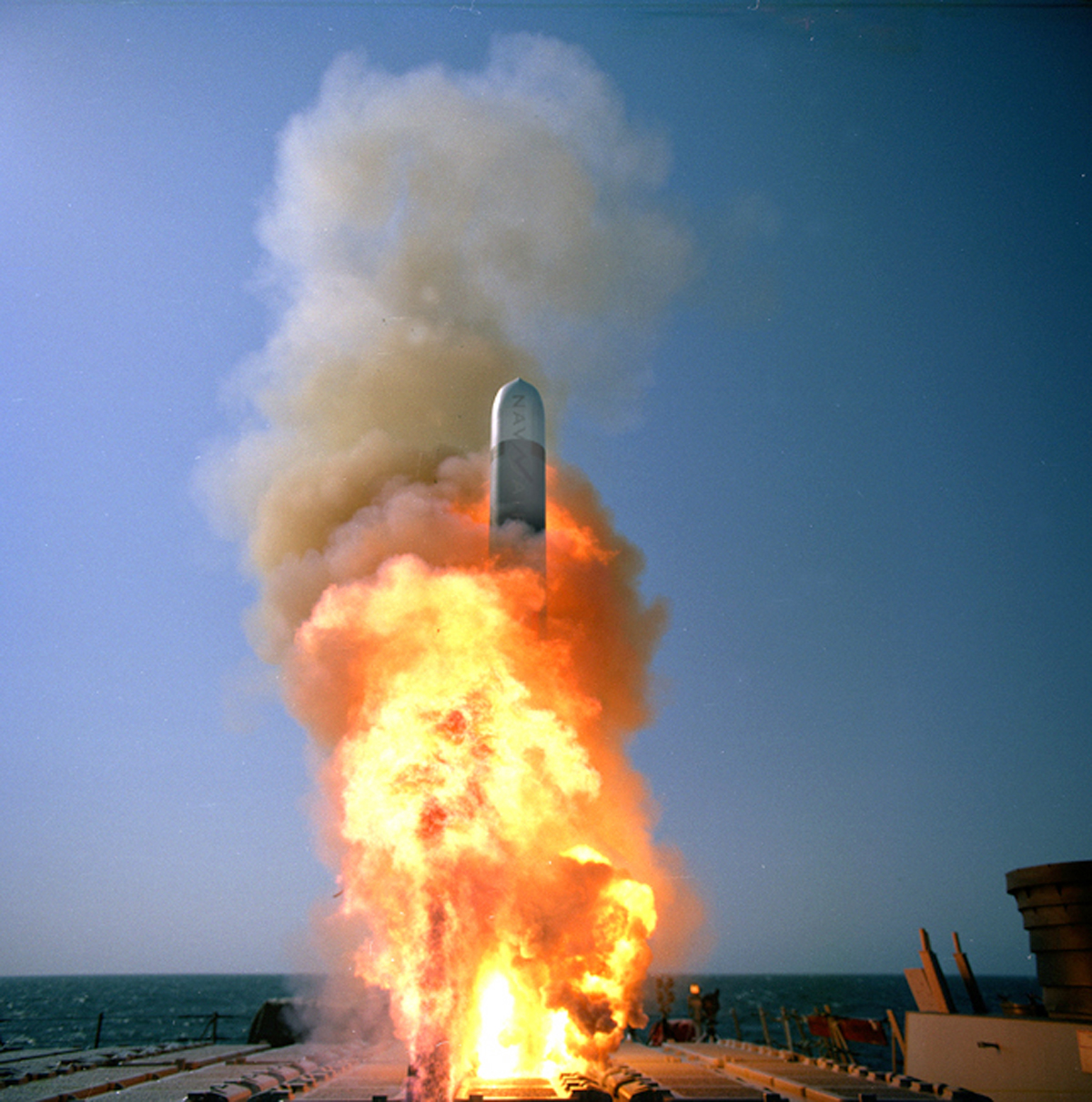
Старт BGM-109 зі стандартної модульної системи вертикального старту з кораблів

Департамент оборони США наказав вивчити можливість транспортування ядерних зарядів без порушення Договору про обмеження стратегічних озброєнь — І (SALT I) (1972). Було запропоновано збудувати маневрений літальний апарат з реактивним двигуном. Основними претендентами на отримання контракту виступили компанії General Dynamics і The Boeing Company, яких відповідно підтримували ВМФ США і ПС США. Boeing 1977 провели перше випробовування у повітрі прототипу AGM-109 — майбутньої AGM-86 Cruise Missile. BGM-109 Tomahawk була розробкою General Dynamics, яка намагалась створити літальний апарат, здатний до старту з кораблів, підводних човнів, літаків, наземних транспортних засобів. У березні 1976 BGM-109 визнали переможцем конкурсу і роботи над іншим претендентом BGM-110 компанії Ling-Temco-Vought припинили.

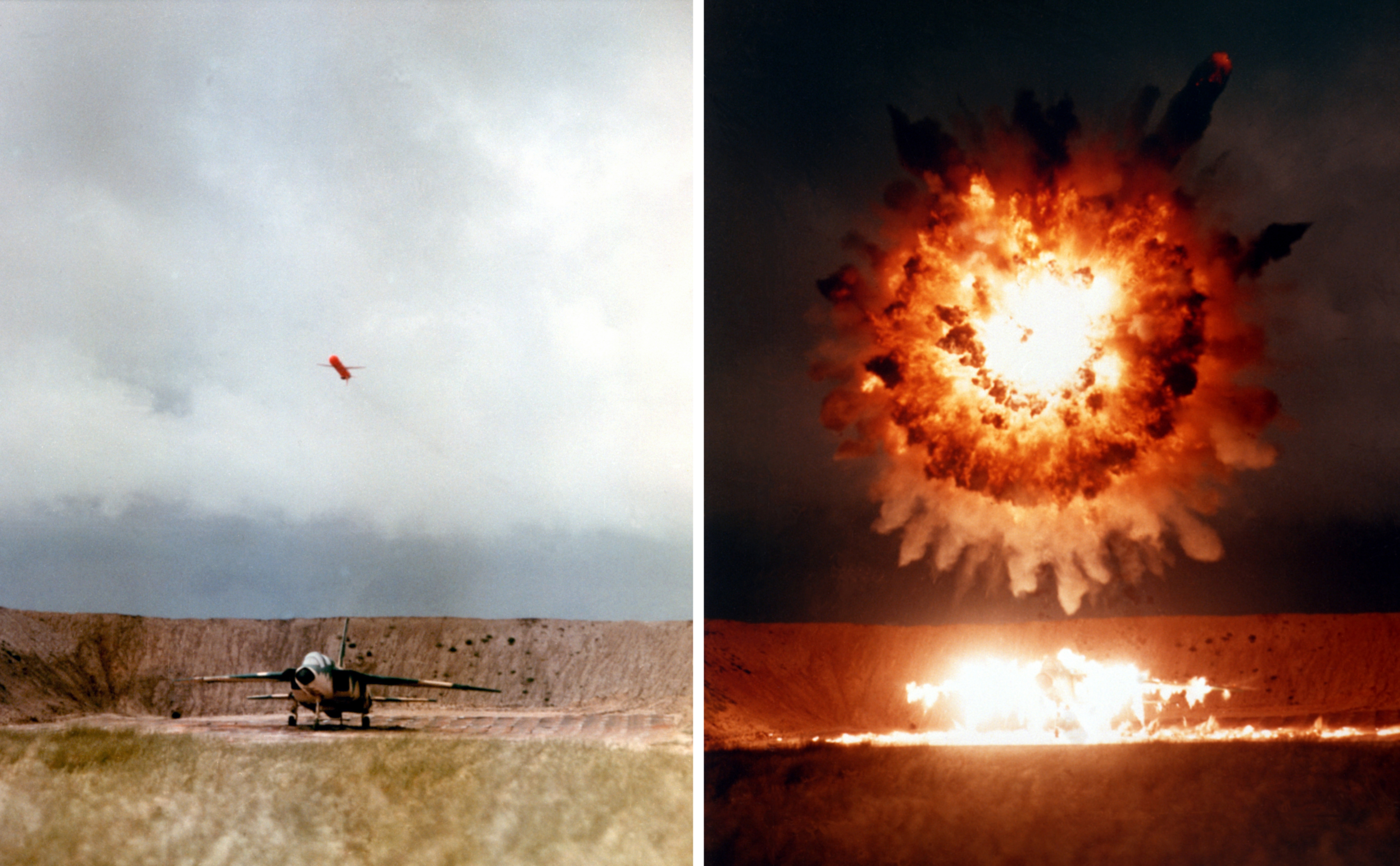
Ракета UGM-109 Tomahawk детонує над тестовою мішенню, 1986 рік.

Перший старт BGM-109 з підводного човна відбувся 1976. У січні 1977 була розпочата програма Проекту єдиної крилатої ракети (англ. Joint Cruise Missile Project). ВМФ і ПС повинні були розробити спільну технологічну базу для крилатих ракет — BGM-109 і AGM-86. Внаслідок уніфікації ракети отримали єдиний тип турбовентиляторного маршевого двигуна Williams F107, системи корекції траєкторії польоту КР згідно з рельєфом TERCOM, систему позиціювання GPS, оптико-електронну систему корекції DSMAC, інерційну навігаційну систему. Завдяки цьому відхилення від цілі становить до 10-15 м. Вартість однієї BGM-109 Tomahawk становить 600 000 — 1 000 000 доларів. При великих замовленнях на певну модифікацію вона може становити до 500 000 доларів. Після порівняльних тестів у лютому 1980 припинили розробку модифікації повітряного базування AGM-109 ALCM.
Ракети BGM-109 вперше випробовували з системи вертикального старту 1979, надводними стартами з есмінця USS Merrill (DD-976) у березні 1980, з підводного човна USS Guitarro (SSN-665) — перший у світі старт КР підводного човна, з лінкора USS New Jersey (BB-62) 1982. З березня 1983 їх прийняли на озброєння стратегічні сили США у Європі, ставши разом з ракетами Першинг-1 об'єктами Подвійного рішення НАТО.

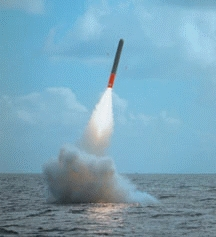
Старт з підводного човна

## Призначення
«Томагавк» є функціональним засобом для вирішення широкого спектра бойових завдань і замість штатної бойової частини, ядерної або звичайної, ракета може виконувати функцію носія касетних боєприпасів для ураження групових розосереджених цілей (наприклад, літаків на аеродромі, стоянок техніки або табору). Також вона може бути оснащена розвідувальною апаратурою та виконувати функції безпілотного розвідувального літака для фото та відеозйомки місцевості, або оперативно доставляти на велику відстань корисне навантаження (боєприпаси, спорядження) з приземленням на парашуті для передових сил у ситуаціях, коли доставка вантажу пілотованими літаками неможлива або ускладнена (через погодні умови, протидію засобів ППО противника тощо). Дальність польоту збільшується двома шляхами: по-перше, за рахунок зниження маси корисного навантаження, по-друге, шляхом збільшення висоти польоту ракети на маршовій ділянці траєкторії (до входу в зону активного протидії засобів ППО противника).

## Конструкція
При старті включається невеликий стартовий ракетний двигун, що розганяє ракету до визначеної швидкості, після чого починає працювати маршовий турбореактивний двигун. Через малу висоту польоту його важко виявити наявними радарними системами за складками місцевості, а мале теплове випромінювання двигуна значно ускладнює виявлення інфрачервоними приладами — тепловізорами. Політ відбувається на максимально низькій висоті (5 м над поверхнею моря) завдяки розвиненій системі позиціювання (GPS), контролю (DSMACN, TOA), тривимірної системи корекції траєкторії відповідно до рельєфу місцевості (TERCOM). Боєголовка може нести ядерний заряд чи 450-кг заряд ТНТ різних модифікацій, зокрема уламково-фугасний, бронебійний, для враження цілей бункерного типу.

### Боєприпаси
TLAM-D містить 166 суббоєприпасів у 24 контейнерах: 22 контейнери по сім суббоєприпасів у кожному і два контейнери по шість у кожному, щоб відповідати розмірам фюзеляжу. Суббоєприпаси – це той самий тип касетного боєприпасу з комбінованим ефектом, який у великих кількостях використовували Повітряні сили США з CBU-87 Combined Effects Munition. Контейнери з суббоєприпасами скидаються по два за раз, по одному з кожного боку. Ракета може опрацьовувати до п'яти окремих сегментів цілей, що дозволяє їй атакувати кілька цілей. Однак для досягнення достатньої щільності покриття зазвичай всі 24 контейнери скидаються послідовно, ззаду наперед.

## Запуск
Запуск ракет із плавзасобів-носіїв здійснюється через торпедні апарати підводних човнів калібром 533 міліметри і більше, а також з надводних кораблів із пускових установок типу ABL (Mk 143) та установок вертикального пуску Mk 41 (деякі типи підводних човнів також оснащені цими вертикальними пусковими установками). З 2023 року також можливий наземний запуск завдяки мобільному ракетному комплексу «Typhon» (наземний варіант пускової Mk 41).

Торпедний апарат і УВП підводного човна, УВП та висувна пускова установка надводного корабля, пристосовані під розміщення ракет «Томагавк»
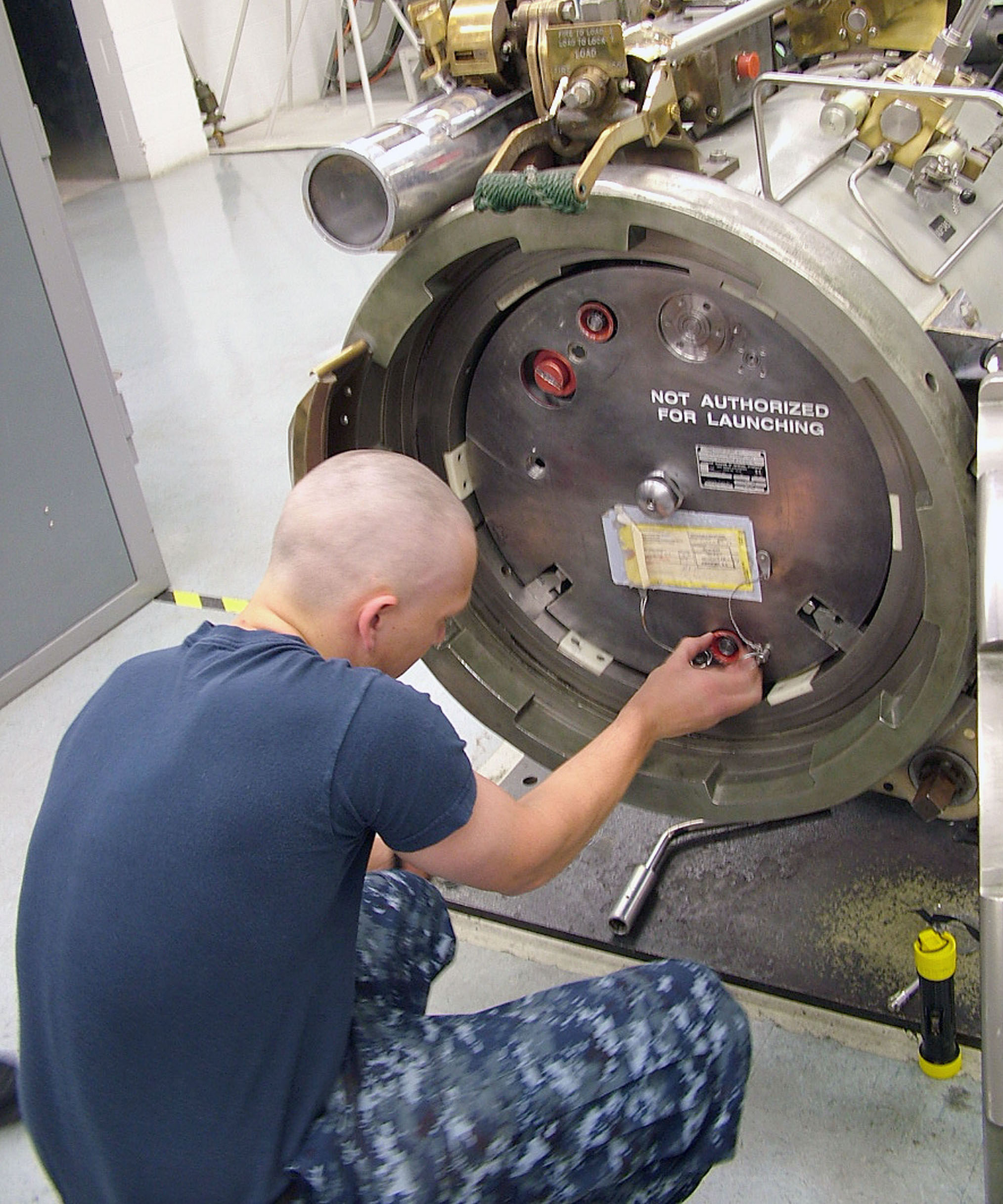
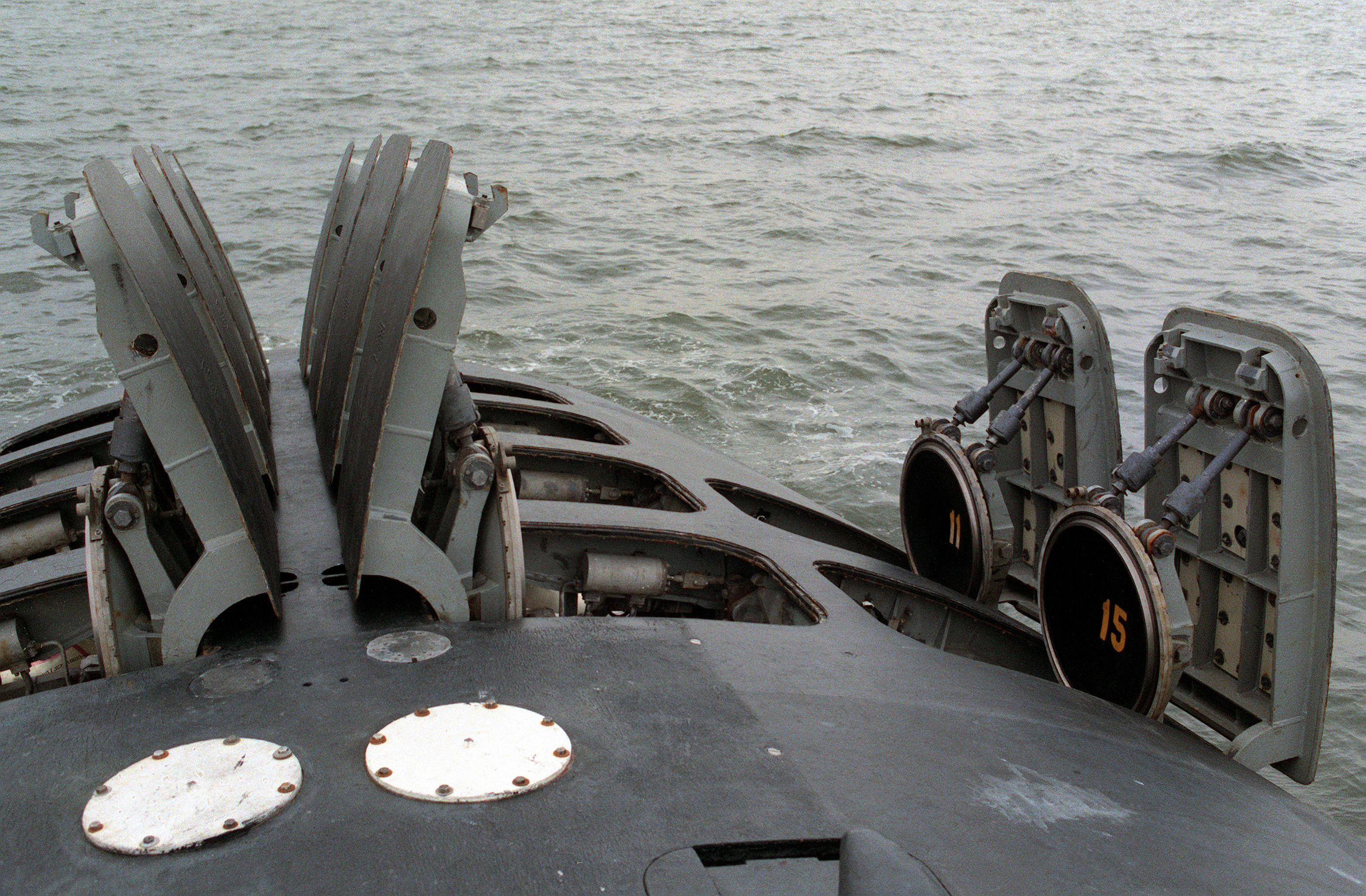
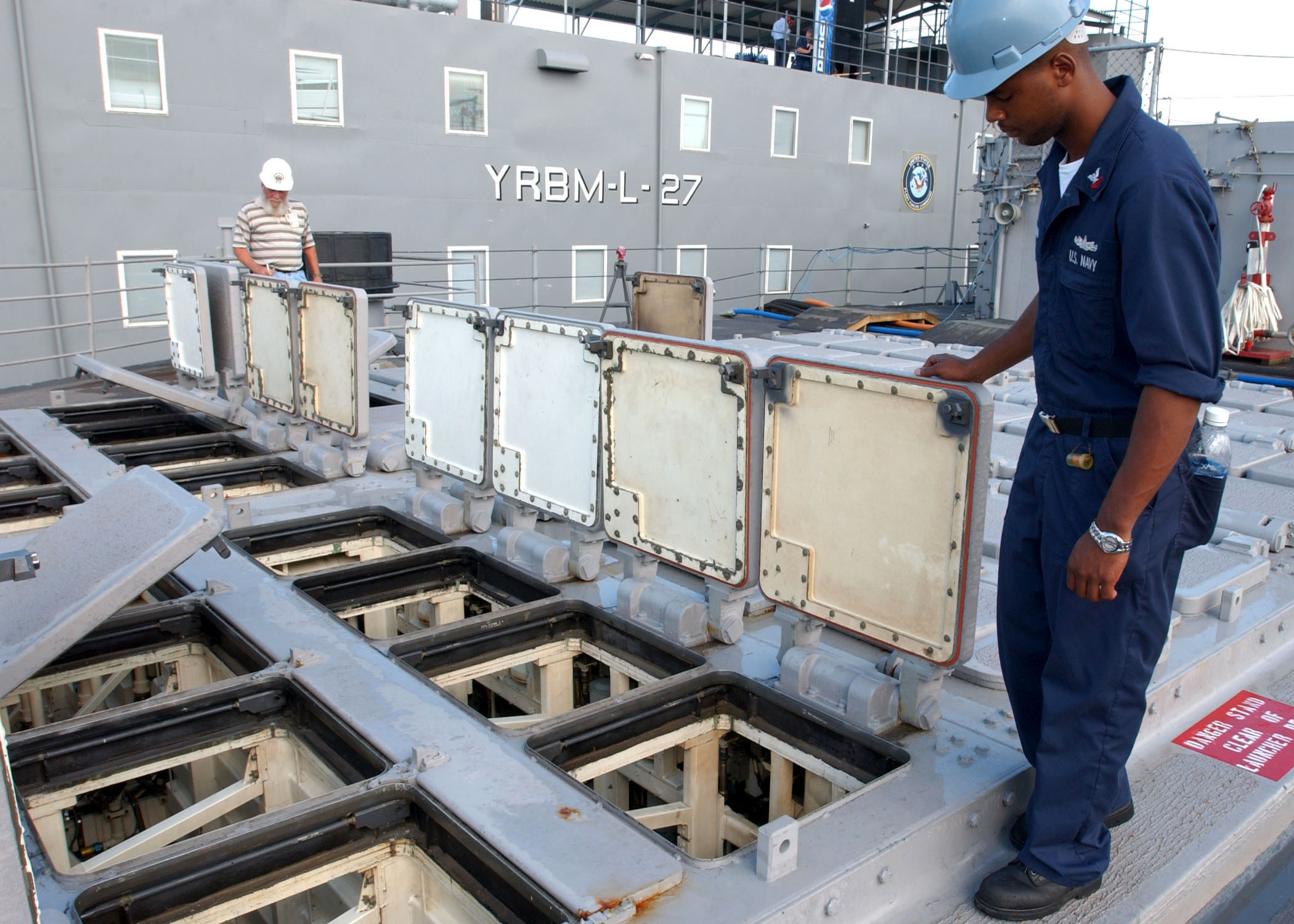
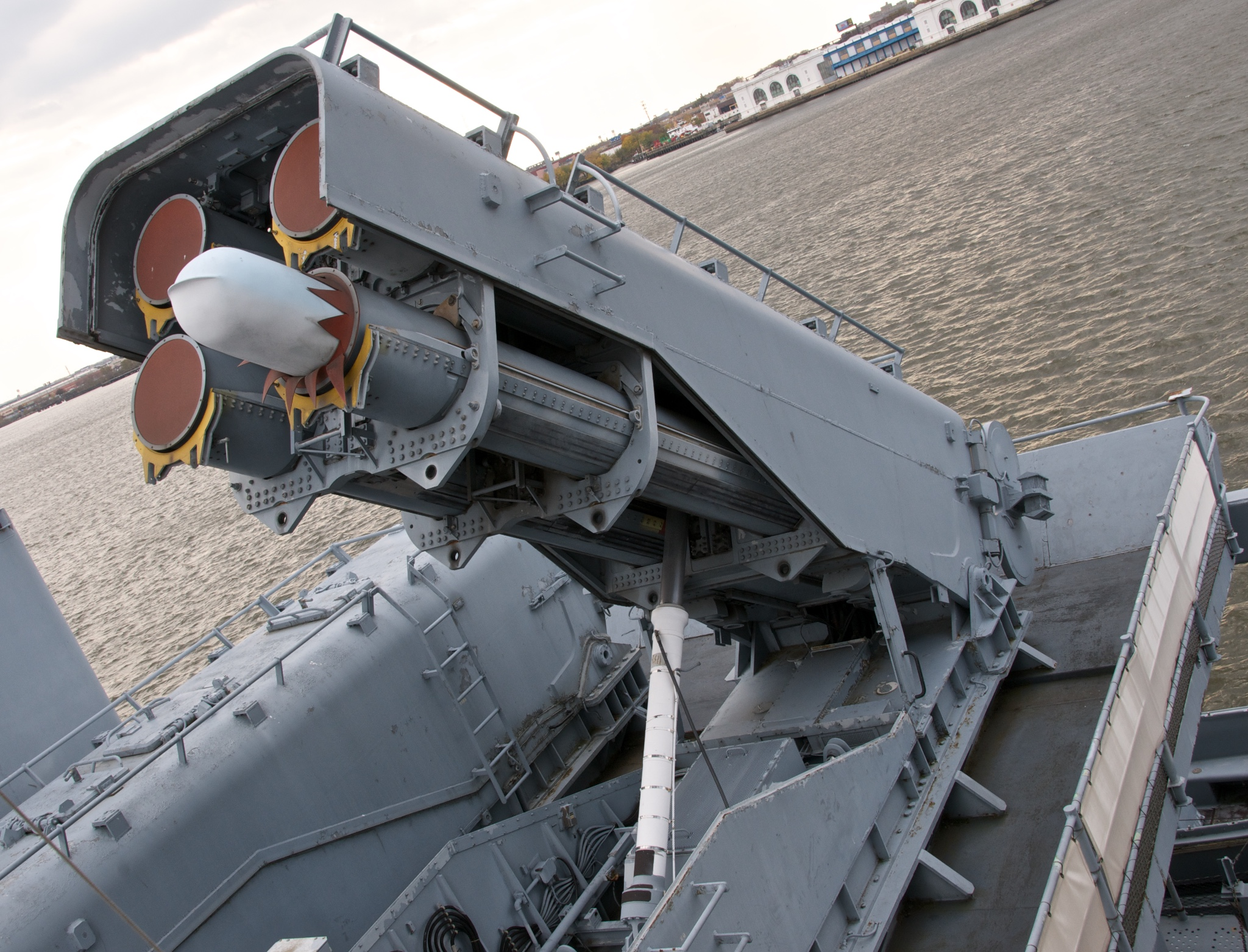

### Носії
США
- Підводні човни типу «Лос-Анджелес» (до 12 ракет на кожному)
- Підводні човни типу «Огайо» (154 ракети на 4 перероблених човнах для конвенційних операцій)
- Підводні човни типу «Сівулф» (до 50 ракет в торпедних апаратах)
- Підводні човни типу «Вірджинія» (до 12 ракет на кожному)
- Ескадрені міноносці типу «Арлі Берк» (до 96 ракет, залежить від варіанту корабля)
- Ракетні крейсери типу «Тікондерога» (до 122 ракет)
- Ескадрені міноносці типу «Зумвольт» (до 80 ракет)
- Мобільна наземна пускова установка «Typhon» (до 4 ракет в пусковій. Батарея складається з 4 пускових. Загальний залп — 16 ракет на батарею)

Великобританія
- Підводні човни типу «Свіфтшюр» (до 5 ракет в торпедних апаратах)
- Підводні човни типу «Трафальгар» (до 5 ракет в торпедних апаратах)
- Підводні човни типу «Астют» (до 6 ракет в торпедних апаратах)

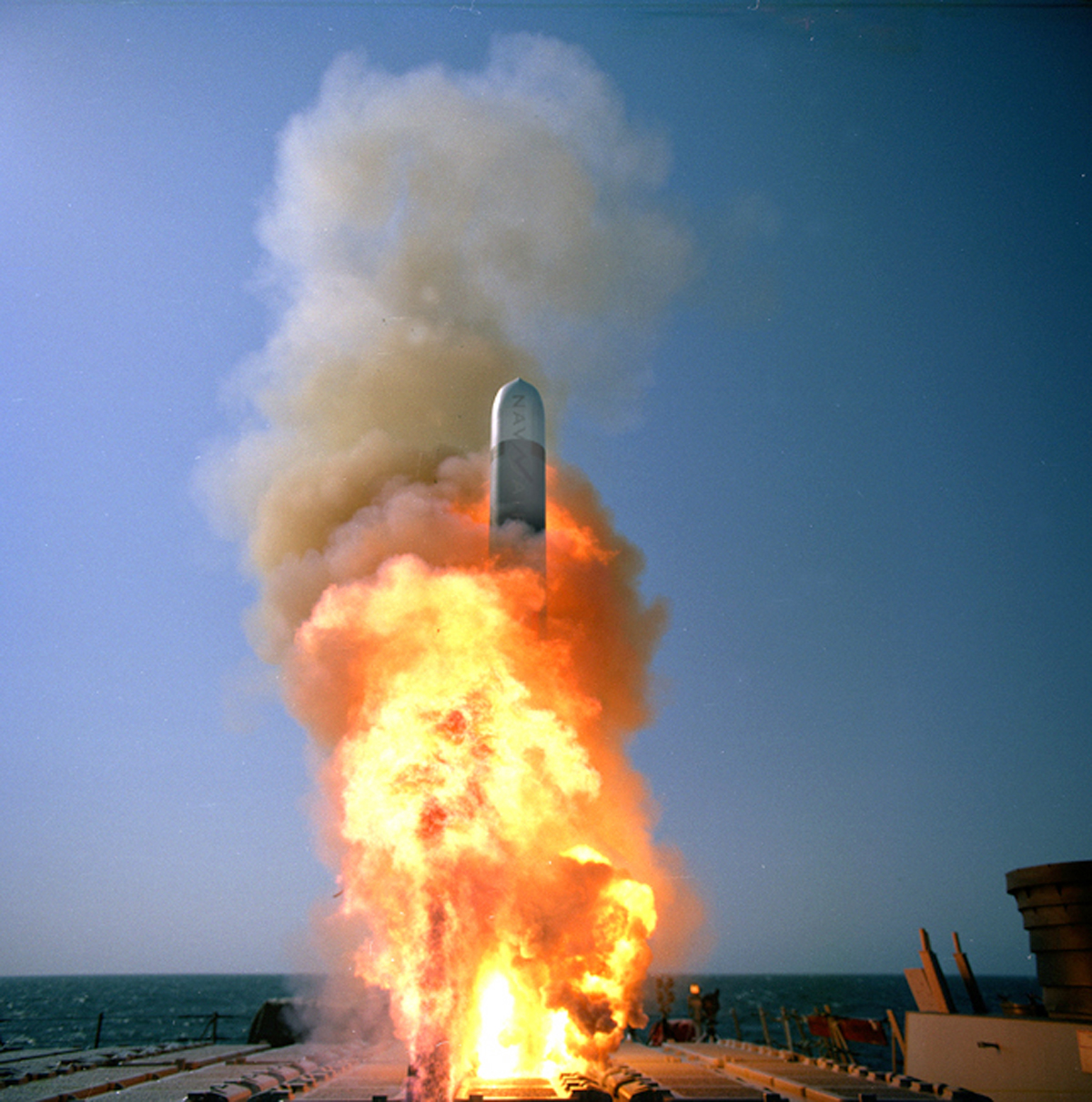
Пуск тактичної крилатої ракети «Томагавк» з USS Stethem.
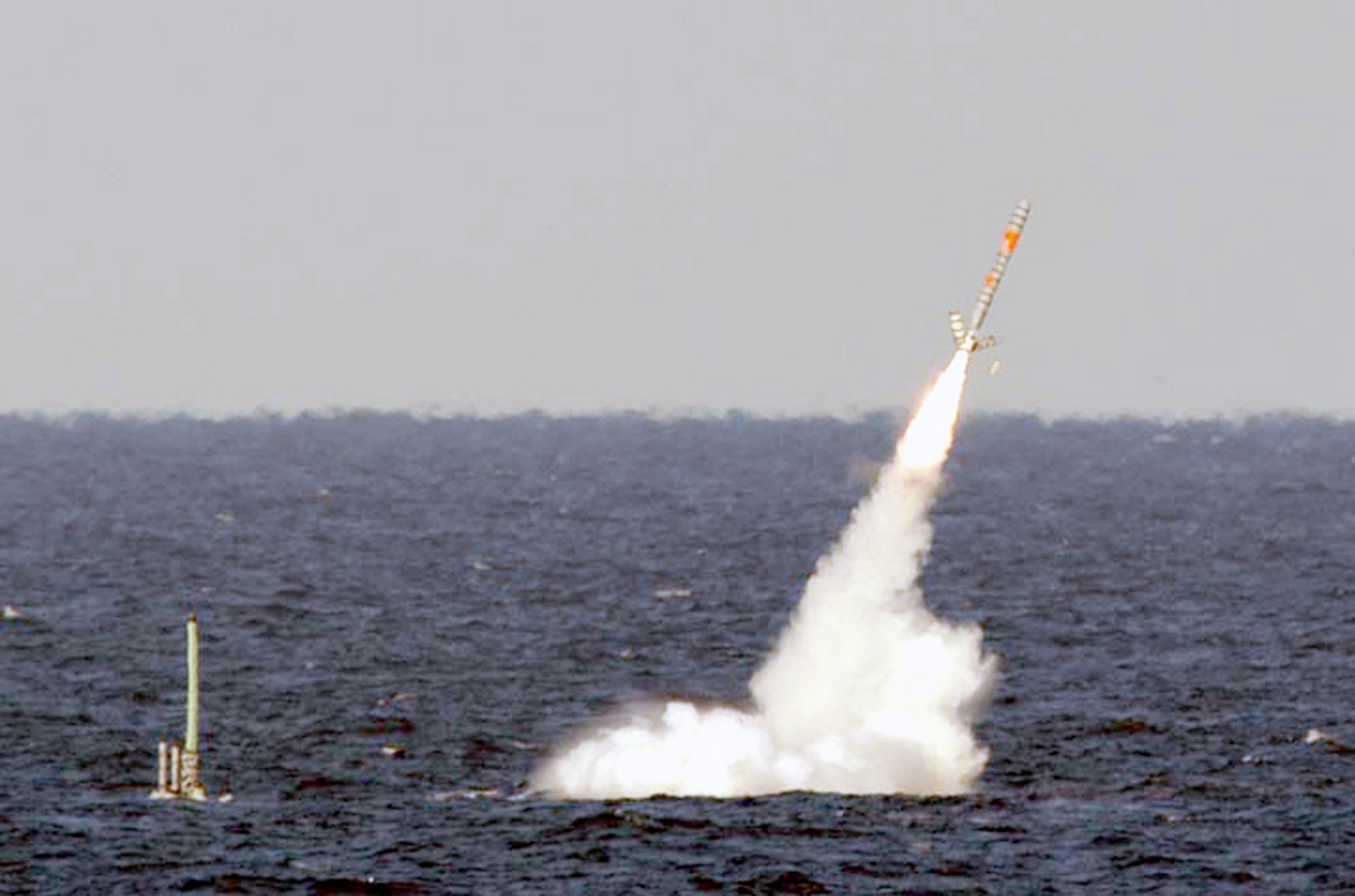
Підводний пуск з ПЧАРК типу «Огайо» USS Florida (SSGN-728).
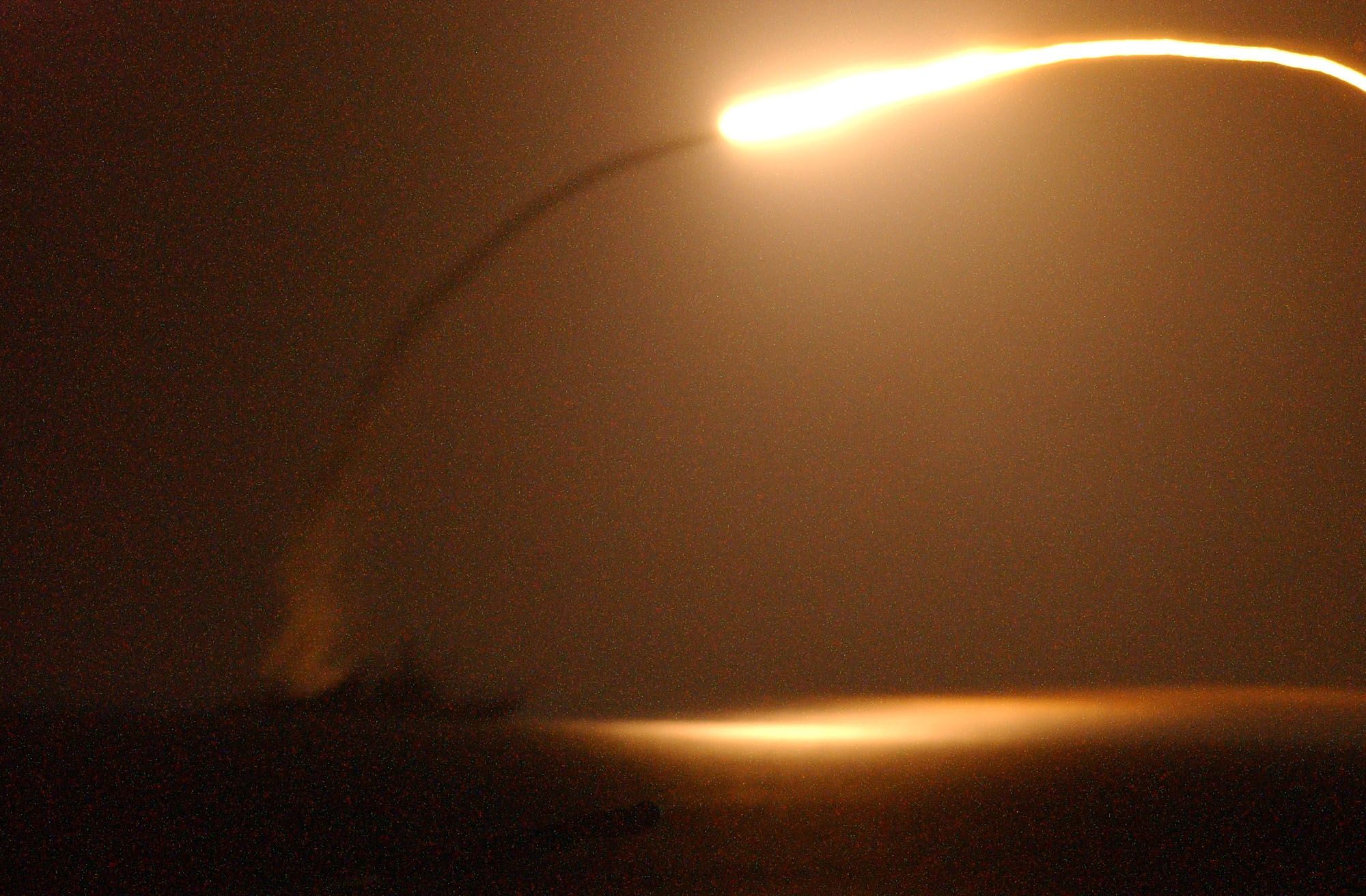
Траєкторія запуску з есмінця типу «Арлі Берк».
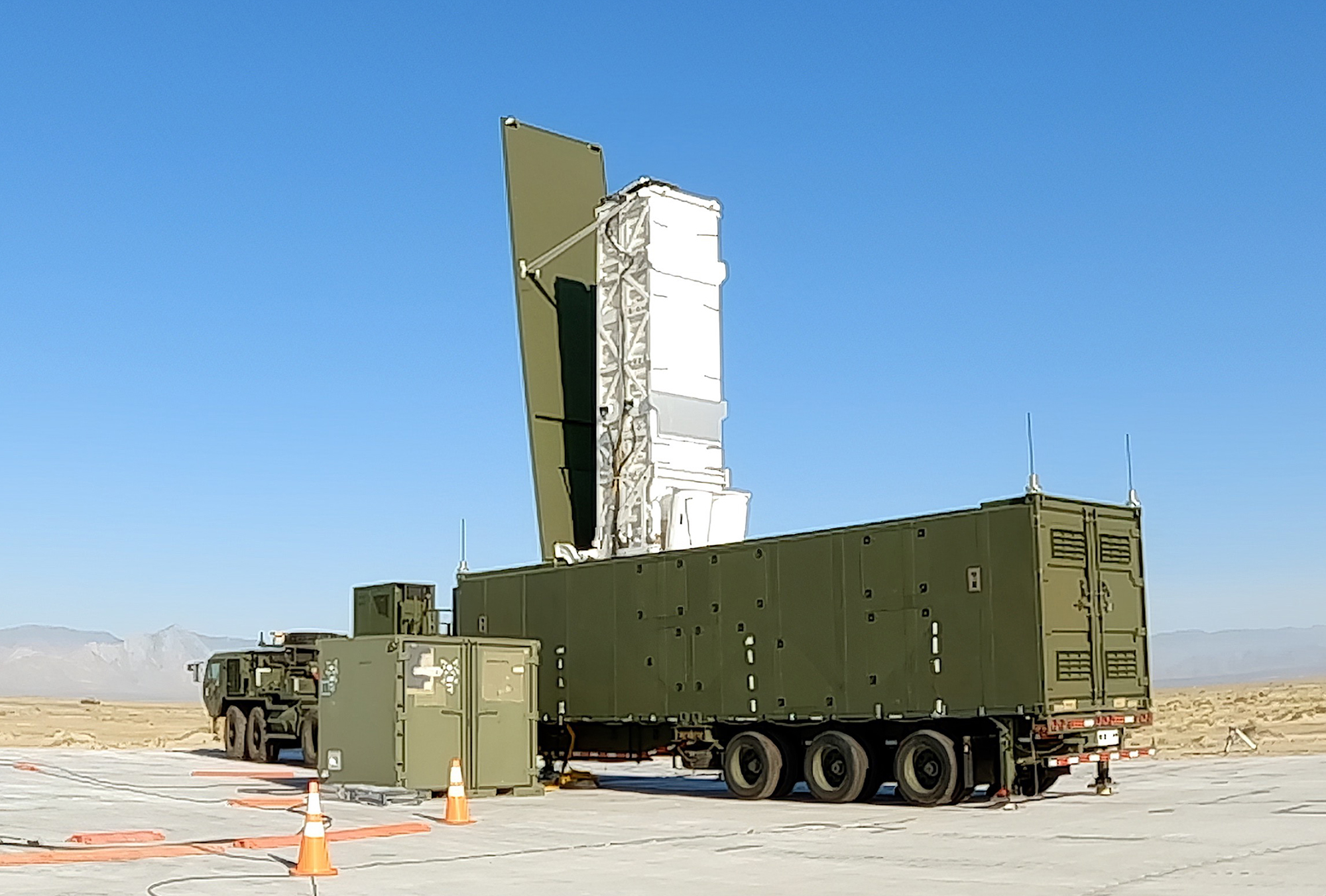
Мобільна пускова установка «Typhon».

## Модифікації

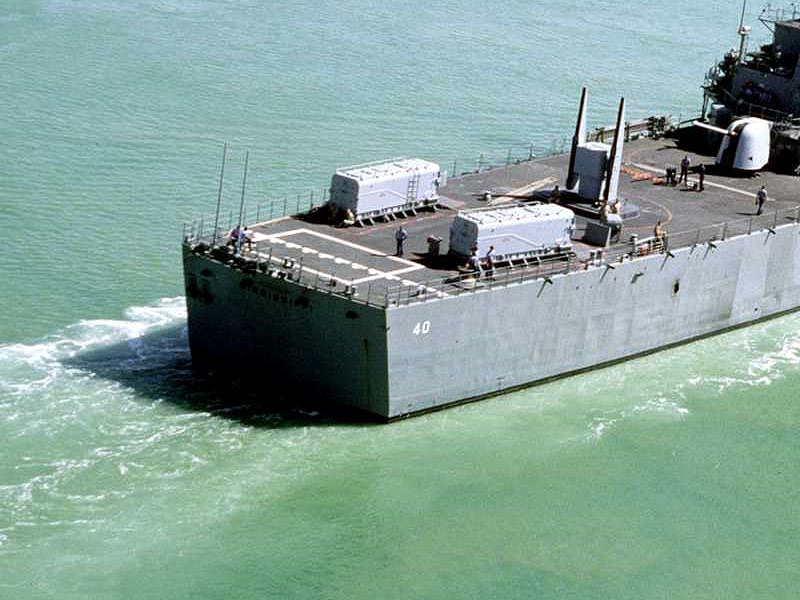
Старі контейнери для запуску 4 ракет Tomahawk

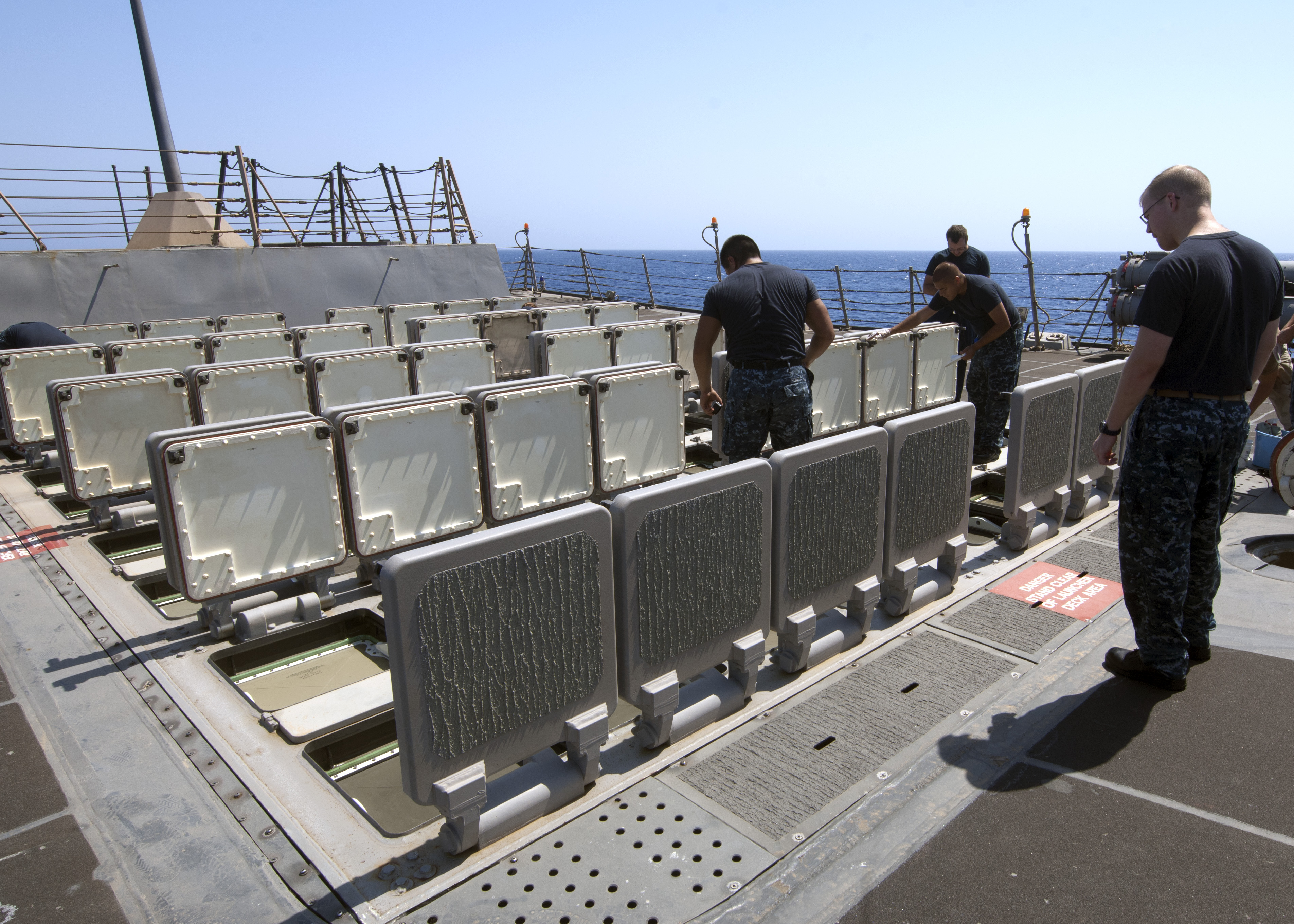
Сучасні модулі для вертикального старту 8 ракет BGM-109 Tomahawk

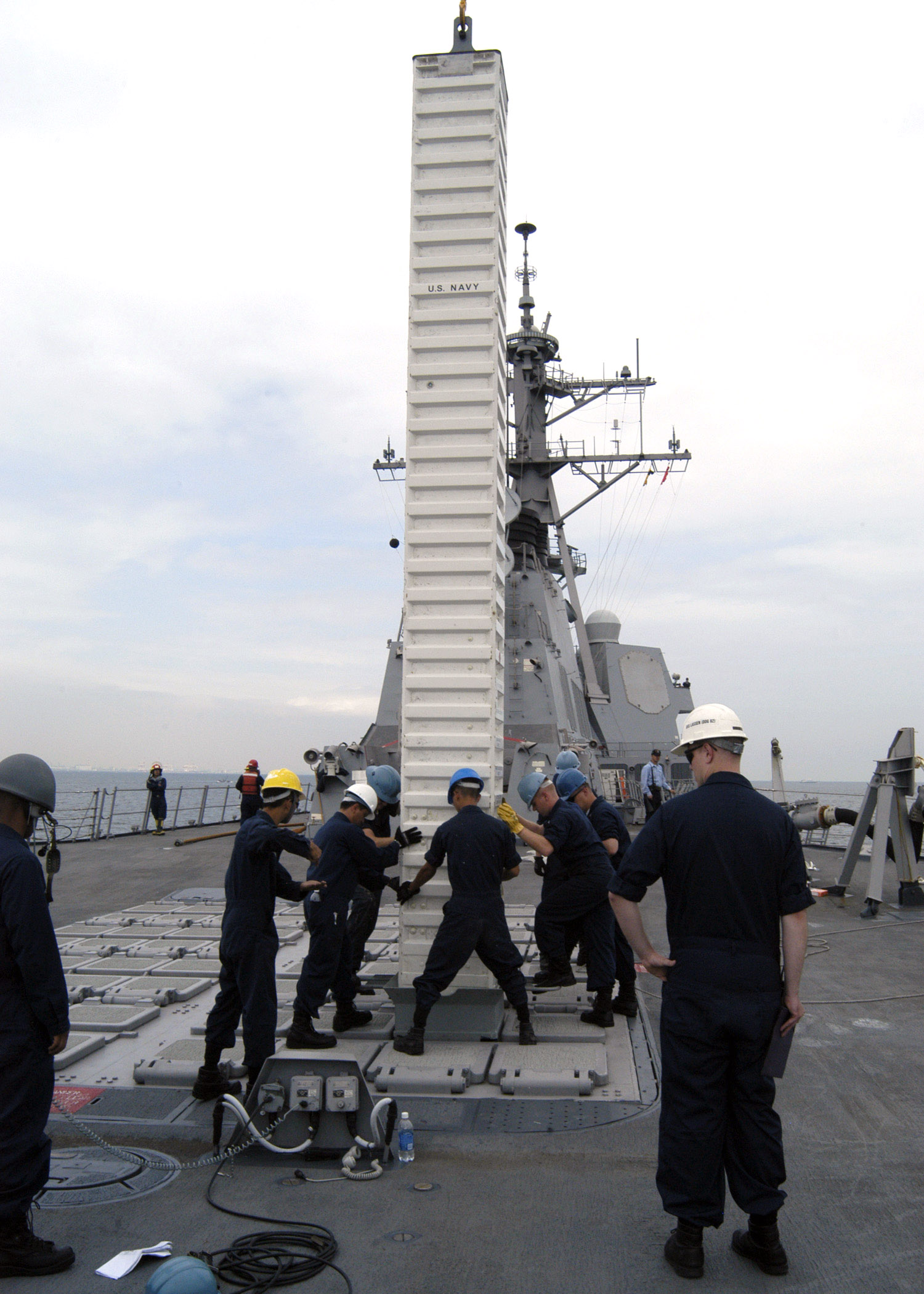
Завантаження контейнера з ракетою у модуль вертикального старту

### Огляд
- AGM-109 Tomahawk: — модифікація повітряного базування з ядерною і звичайною боєголовками. Дальність 2500 км. Розробка припинена на користь AGM-86 ALCM
- R/UGM-109A Tomahawk Block I: (англ. Land Attack Missile – Nuclear (TLAM-A)) — з ядерною боєголовкою W80-0 потужністю 5–150 кТ. Останні зняті з озброєння 2010–2013 роках
- BGM-109G Gryphon Block I: — (англ. Ground-Launched Cruise Missile (GLCM)) — створена в рамках програми Подвійного рішення НАТО. Ядерна боєголовка W84 потужністю 0,2-150 кТ, дальність 2780 км. Стартовою рампою був захищений контейнер All-Up-Round (AUR) на 4 ракети, встановлений на 10-т вантажівці MAN gl. Вони розміщувались у ФРН, Великій Британії, Італії, Бельгії, Нідерландах. Експлуатувались з 1983 по 1991 рік.
- R/UGM-109B Tomahawk Block I: — (англ. TASM (Anti Ship Missile)) морського базування. Дальність 460 км. Бойова частина 454 кг.
- R/UGM-109C Tomahawk Block II: — (англ. TLAM-C (Land Attack Missile-Conventional)). Боєголовка WDU-25/B з 454 кг проти наземних цілей з дальністю 1300 км.
- R/UGM-109D Tomahawk Block II: — (TLAM-D (Land Attack Missile Conventional-Dispenser)). Встановлено 166 боєголовок BLU-97 проти наземних цілей з дальністю 870 км.
- R/UGM-109C Tomahawk Block III: — з підвищеною точністю, встановлено боєголовки WDU-36/B з меншою масою нової вибухівки 317 кг, але збереженою потужністю детонації проти наземних цілей типу бункерів. Дальність 1650 км. Перша з системою позиціювання GPS.
- R/UGM-109E Tomahawk Block III: — (англ. TMMM (Tomahawk Multi-Mode Missile)). Встановлено протикорабельні боєголовки BLU-106B, BLU-97B. Тактична ракета з дальністю 1600 км. Розвиток зупинений.
- R/UGM-109H Tomahawk Block III: — (англ. THTP (Tomahawk Hard Target Penetrator)). Модифікація з проникливими боєголовками проти захищених наземних і морських цілей. Прототип тактичної ракети. Дальність близько 1600 км.
- R/UGM-109E Tomahawk Block IV: — (англ. TacCom (Tactical Tomahawk)). Версія 2004 року.
Після запуску можливе перенаправлення через супутник на одну з 15 альтернативних цілей. За посередництвом камери передають зображення цілі, над якою можуть патрулювати тривалий час. Дальність понад 1650 км. Один з перших зразків зброї мережево-центричної війни.
У травні 2009 почато розробку модифікації морського базування з радаром AESA, сенсором SIGINT для ідентифікації цілей на великій дистанції, надпотужною бойовою частиною для проникнення у бункери. У лютому 2010 було перевищено кількість 2000 вироблених ракет даної модифікації, а 5 листопада 2013 виготовлено 3000-ну ракету з 2004.
Всього планується побудувати 4000 ракет цієї модифікації. 4000-на ракета була передана американським військовим в серпні 2017 року[11].
ВМС США взяли нову модифікацію на озброєння як англ. Maritime Strike Tomahawk (MST) де він стане найдалекобійнішою зброєю, наявною у кораблів американського надводного флоту. Нові ракети почнуть надходити на кораблі починаючи з 2017 року. Передбачено, що заради підвищення ефективності буде розроблений механізм використання залишків пального для створення ефекту «об'ємного вибуху»[12].
Вперше показана за кордоном в 2018 році на виставці Euronaval 2018[13].
- R/UGM-109H Tomahawk Block V: — (англ. TTPV (Tactical Tomahawk Penetrator)). Боєголовка WDU-43/B призначення для атаки наземних бункерів.
- R/UGM-109H Tomahawk Block V: — нова модифікація TTPV. Завдяки новим матеріалам, складовим, технологіям повинна бути значно дешевшою. Повинні встановлюватись різні модифікації боєголовок. Дальність до 1650 км.

### Block V
Буде представлена модифікаціями Block Va та Block Vb.
Індекс Block Va (позначення RGM-109E/UGM-109E) отримають крилаті ракети, переобладнані в варіант Maritime Strike Tomahawk (MST), що оснащуються новою багатоканальною системою наведення для можливості ураження надводних цілей.
Індекс Block Vb (позначення RGM-109M/UGM-109M) отримають ракети, що зберігають основне призначення для ураження наземних цілей і оснащуються новою проникною бойовою частиною Joint Multiple Effects Warhead System (JMEWS), що має також підвищений фугасний ефект.
Матиме важливе значення як противага китайським крилатим ракетам DF-26 та DF-21.
Можуть бути запущені як з вертикальних контейнерів на кораблях, так і з підводних човнів.
Буде модернізовано бортовий радар та засоби зв'язку з метою зменшення сигнатури та захисту від придушення. Ракета буде здатна вражати цілі навіть у випадку відсутності GPS.
Приблизна вартість однієї ракети має залишатись на рівні близько 1 млн доларів США.
В грудні 2020 року есмінець USS Chafee (DDG-90) став першим кораблем ВМФ США, який запустив нову версію крилатої ракети «Tomahawk» Block V.
25 березня 2021 року відбулась урочиста церемонія (віртуально) з нагоди передачі перших крилатих ракет модернізованих до рівня Block V військово-морським силам США.

## Бойове застосування

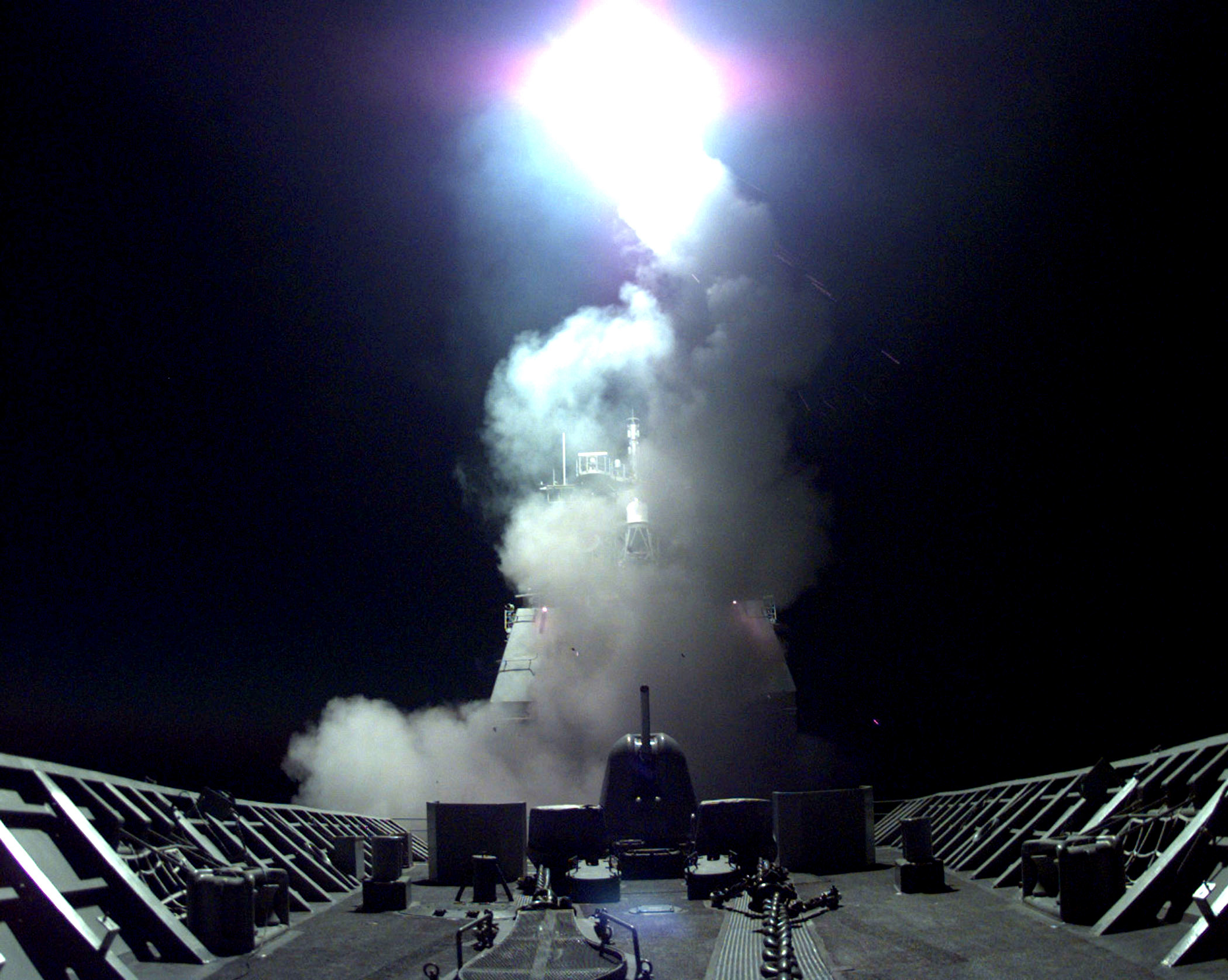
Війна у Косово. Старт Томагавка з USS Philippine Sea (CG 58). 24 березня 1999

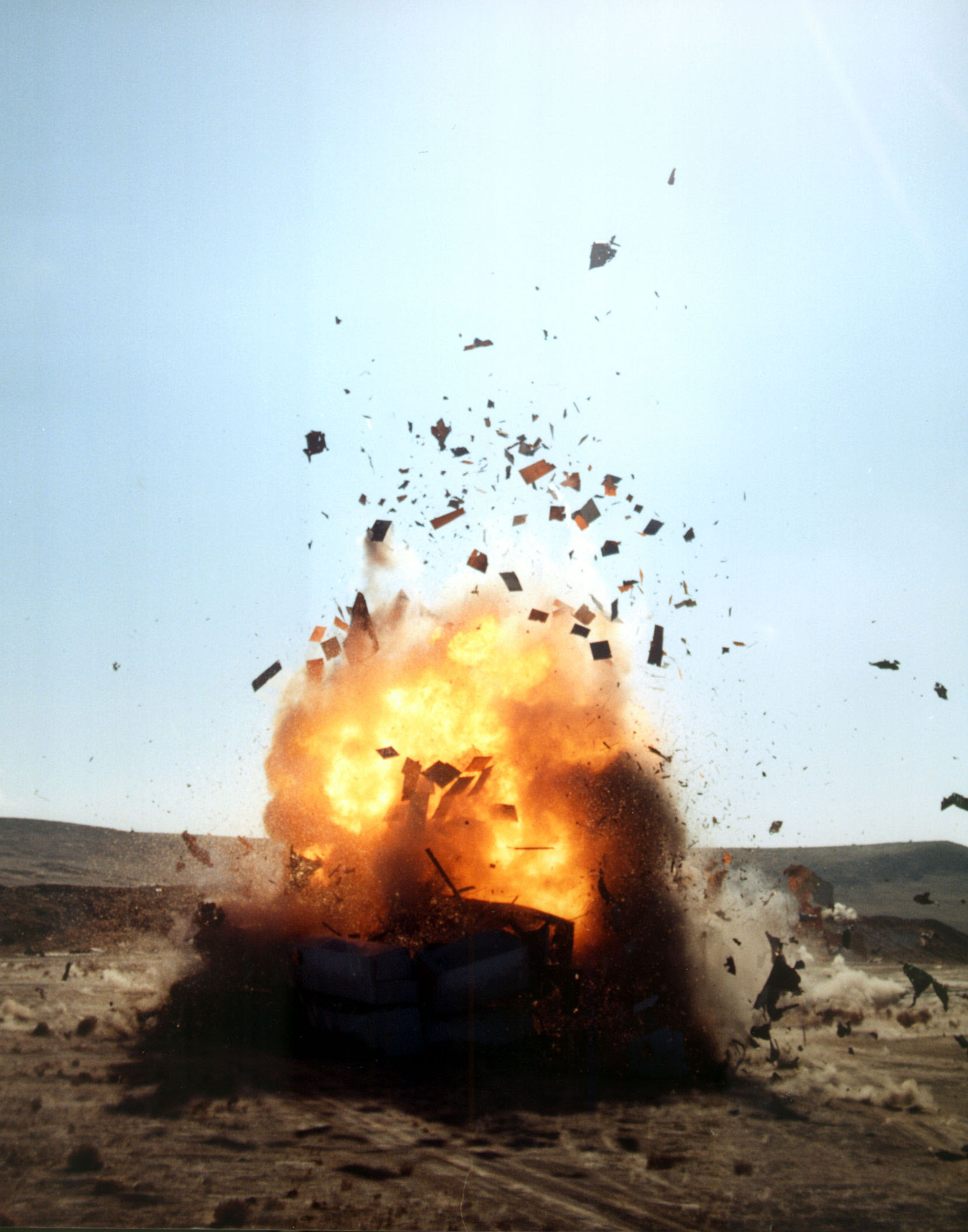
Влучання Томагавка у бункер

Крилаті ракети Tomahawk були використані в численних військових конфліктах після їхнього прийняття на озброєння. Станом на серпень 2017 року було використано понад 2300 ракет для виконання бойових завдань.
- Перше масове застосування ракет відбулося 1991 у війні в Перській затоці в період операції «Буря в пустелі» (англ. Desert Storm). ВМС США застосували 297 ракет. З них 9 не стартувало, 6 впало після старту до моря. За даними США 2 ракети були збиті системами ППО, за іракськими даними 29.
- Операція «Південна варта» (англ. Southern Watch). Ірак. Січень 1993. З уведенням зони заборони польотів було використано 45 ракет
- Операція «Партизан» (англ. Bushwhacker). Ірак. Червень 1993. Випущено 23 ракети.
- Операція «Обдумана сила» (англ. Deliberate Force). У вересні 1995 в час Боснійської війни випущено 13 ракет проти повітряних сил, штабу армії боснійських сербів біля Баня-Луки.
- Операція «Удар в пустелі» (англ. Desert Strike). Вересень 1996. Ірак. Кораблі та підводні човни запустили 31 ракету проти ПС Іраку в Курдистані. Лейтенант Еріка Нідермаєр стала першою жінкою, що в умовах війни запустила Tomahawk.
- Операція (англ. Infinite Reach). 1998. Запущено 13 ракет по хімічній фабриці в Судані та 66 по Афганістані
- Операція «Лис пустелі» (англ. Desert Fox). 1998. 325 ракет проти виробництв хімічної зброї та балістичних ракет в Іраку[17].
- Операція «Союзна сила» (англ. Allied Force). Березень-червень 1999. Запущено 218 ракет з кораблів, 20 з підводних човнів Британії по цілях у Сербії[18].
- Війна в Афганістані. 2001. З кораблів і підводних човнів запущено 50 ракет Tomahawk проти опорних пунктів Аль-Каїди. Кількість ракет з ВМС Англії невідома.
- Операція «Свобода Іраку» (англ. Iraqi Freedom). 2003. Запущено 802 ракети проти цілей в Іраку[19].
- 17 грудня 2009. Використання невідомої кількості ракет проти опорних пунктів Аль-Каїди в Ємені
- Операція в Лівії (англ. Odyssey Dawn) (США), (англ. Ellamy) (Велика Британія). 19 березня 2011. Запущено з американських і британських кораблів, підводних човнів 159 ракети проти ПС Лівії, батарей ППО[20].
- 23 вересня 2014 ракетний есмінець USS Arleigh Burke і ракетний крейсер USS Philippine Sea запустили 47 ракет проти осередків Ісламської Держави в Сирії[21][22].
- 13 жовтня 2016 року: п'ять крилатих ракет Tomahawk були запущені з есмінця USS Nitze по трьох радарних об'єктах у Ємені, які контролювали повстанці-хусити, у відповідь на ракетні обстріли кораблів ВМС США, що відбулися напередодні[23].
- Громадянська війна в Сирії: 7 квітня 2017 року США завдано ракетний удар по сирійській авіабазі Шайрат 59 ракетами модифікації «Echo», одна ракета вийшла з ладу та була втрачена[24][25], як відповідь[26] на проведену владою Сирії (за підтримки Росії)[27][28][29] хімічну атаку на підконтрольне повстанцям сирійське місто Хан-Шейкун[30][31]. Центральне командування США заявило в пресрелізі, що ракети Tomahawk вразили «літаки, укріплені ангари для літаків, сховища нафти та матеріально-технічного забезпечення, бункери з боєприпасами, оборонні системи та радари». Початкові звіти США стверджували, що було знищено «приблизно 20 літаків», а 58 із 59 випущених крилатих ракет «значно пошкодили або знищили» свої цілі[32][33] .
- 14 квітня 2018 року США запустили 66 крилатих ракет Tomahawk по цілях у Сирії поблизу Дамаска та Хомса в рамках ракетних ударів по Сирії у квітні 2018 року. Ці удари були завдані у відповідь на хімічну атаку в Думі[34]. Міністерство оборони США заявило, що Сирія випустила 40 протиракет по союзних ракетах, але жодна не досягла цілі[35]. Російські військові повідомили, що сирійська протиповітряна оборона збила 71 з 103 ракет, запущених США та їх союзниками, але підтвердити ці заяви було неможливо[36].
- 11 січня 2024 року американські посадовці заявили, що було випущено понад 80 крилатих ракет Tomahawk з кораблів USS Philippine Sea (CG-58), USS Dwight D. Eisenhower (CVN-69), USS Gravely (DDG-107), USS Mason (DDG-87) та ПЧАРК типу «Огайо» USS Florida (SSGN-728). За словами американських посадовців, ці удари були спрямовані на активи хуситів, включаючи командні та контрольні вузли, склади боєприпасів, пускові системи, виробничі об’єкти та системи радарів протиповітряної оборони. Після цього були здійснені атаки з літаків, які злетіли з авіаносця USS Dwight D. Eisenhower. Ці удари були відповіддю на атаки хуситів на цивільні судна, що перетинали Червоне море, та їхню нездатність дотримуватися повторних попереджень від західних посадовців[37][38][39]. З огляду на продовження ударів у наступні місяці, до 24 липня 2024 року кількість випущених ракет збільшилася до 135[40].
- 21 червня 2025 року представник США заявив, що підводні човни випустили 30 крилатих ракет Tomahawk по іранських ядерних об’єктах у Натанзі та Ісфагані в рамках ширшої серії американських ударів по іранських ядерних об’єктах[41][42].

Станом на 2025 рік було використано 2358 ракет для виконання бойових завдань:
| Кількість випущених ракет Tomahawk                               | Кількість випущених ракет Tomahawk | Кількість випущених ракет Tomahawk | Кількість випущених ракет Tomahawk |
| Операція                                                         | Країна, ТВД                        | Рік                                | Кількість                          |
| ---------------------------------------------------------------- | ---------------------------------- | ---------------------------------- | ---------------------------------- |
| Війна в Перській затоці                                          | Ірак                               | 1991-17-01                         | 288                                |
| Частина роззброєння Іраку                                        | Ірак                               | 1993-17-01                         | 46                                 |
| Частина роззброєння Іраку                                        | Ірак                               | 1993-26-06                         | 23                                 |
| Операція «Обдумана сила»                                         | Боснія і Герцеговина               | 1995-10-09                         | 13                                 |
| Частина роззброєння Іраку                                        | Ірак                               | 1996-03-09                         | 44                                 |
| Операція Infinite Reach                                          | Афганістан / Судан                 | 1998-20-08                         | 79                                 |
| Операція «Лис пустелі»                                           | Ірак                               | 1998-16-12                         | 325                                |
| Бомбардування Югославії силами НАТО                              | Югославія                          | 1999-24-03                         | 218                                |
| Операція «Нескорена свобода»                                     | Афганістан                         | 2001-07-10                         | 50                                 |
| Вторгнення в Ірак                                                | Ірак                               | 2003-20-03                         | 802                                |
| Удари по Доблею                                                  | Сомалі                             | 2008-03-03                         | 2                                  |
| Удари по тренувальним таборам Аль-Каїди в Ємені                  | Ємен                               | 2009-17-12                         | 2                                  |
| Міжнародна військова операція в Лівії                            | Лівія                              | 2011-18-03                         | 124                                |
| Військова операція проти Ісламської держави                      | Ірак                               | 2014-23-09                         | 47                                 |
| У відповідь на протикорабельні ракети, випущені хуситами в Ємені | Ємен                               | 2016-13-10                         | 5                                  |
| Бомбардування авіабази Шайрат                                    | Сирія                              | 2017-06-04                         | 59                                 |
| Ракетний удар по Дамаску і Хомсу (2018)                          | Сирія                              | 2018-13-04                         | 66                                 |
| Авіаудари по Ємену (2024)                                        | Ємен                               | 2024-11-01                         | 135                                |
| Американські удари по іранських ядерних об'єктах                 | Іран                               | 2025-22-06                         | 30                                 |

## Оператори

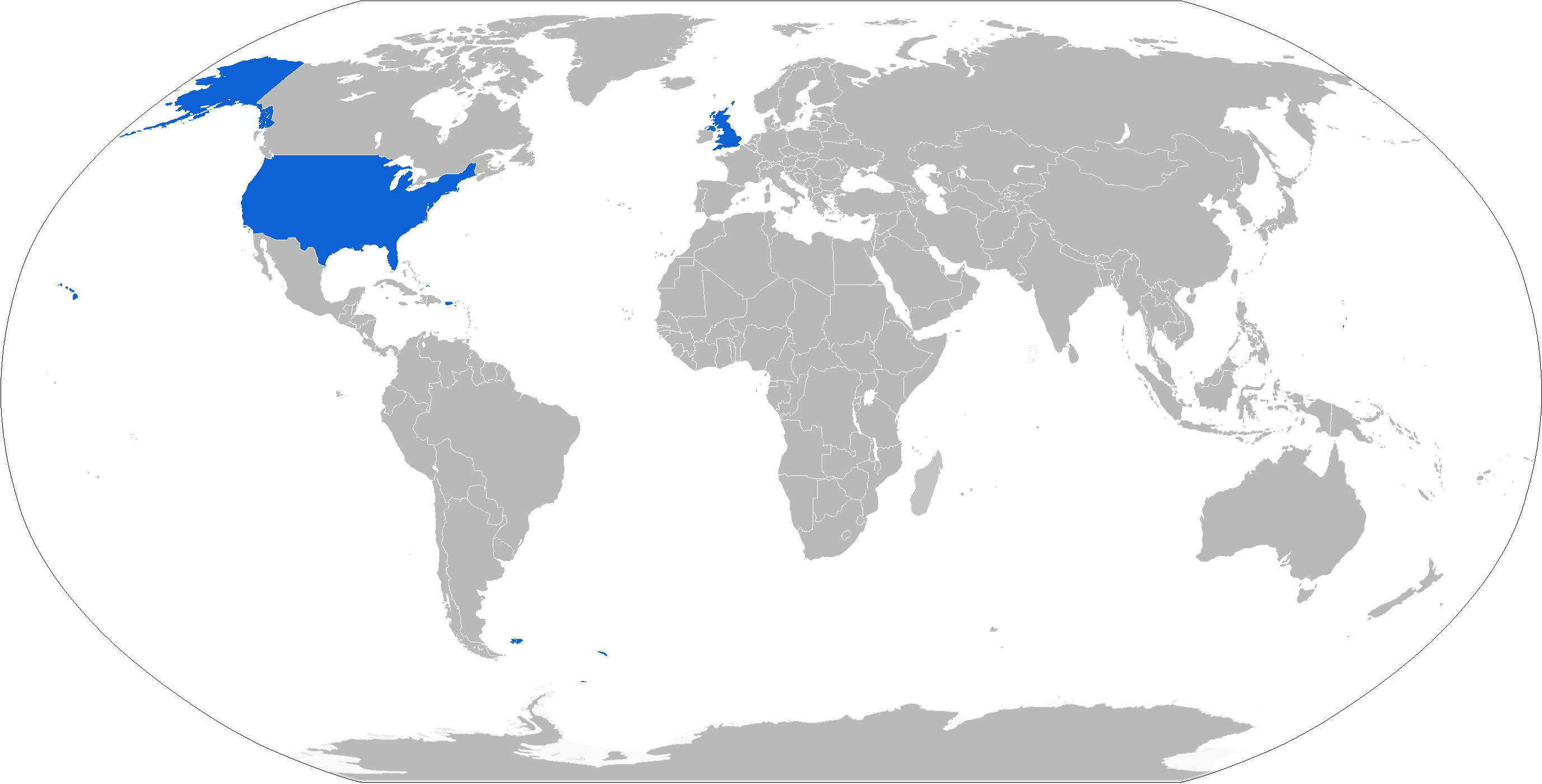
Країни-оператори BGM-109 Tomahawk

### Поточні оператори
Велика Британія
- Королівський військово-морський флот

 США
- Військово-морські сили США
- Армія США[43]
- Корпус морської піхоти США[44]

### Майбутні оператори
Австралія
- Королівський Австралійський військово-морський флот

 Канада
- Королівський Канадський військово-морський флот

 Японія
- Морські Сили Самооборони Японії

 Нідерланди
- Королівський Нідерландський військово-морський флот

#### Японія
Уряд Японії провів переговори з урядом США в жовтні 2023 року щодо придбання крилатих ракет Tomahawk американського виробництва для атак на ворожі бази та контратак. Японський уряд вирішив придбати крилаті ракети Tomahawk перед тим, як їхні вітчизняні ракети з покращеною дальністю «Тип 12» для ударів по кораблях почнуть повномасштабну експлуатацію. Прем’єр-міністр Кісіда Фуміо оголосив, що Японія придбає 400 ракет Tomahawk. Їх планують розгорнути у фінансовому році 2026-27 і вони служитимуть перехідним рішенням до розгортання власних ракет, таких як ракета «Тип 12» з покращеною дальністю для ударів по кораблях і гіперзвуковий плануючий снаряд.
Агентство оборонної безпеки та співробітництва США оголосило 17 листопада 2023 року, що Державний департамент США схвалив можливий продаж до 200 крилатих ракет RGM-109E Tomahawk Block IV та до 200 RGM-109E Tomahawk Block V Японії на суму приблизно 2,35 мільярда доларів США.